# Friedrich von Zander (Jurist, 1824)
Friedrich von Zander (22. Juli 1824 in Marienwerder; † 3. Dezember 1880 in Wöltingerode) war ein deutscher Verwaltungsbeamter und Parlamentarier.

## Leben
Friedrich von Zanders Eltern waren Friedrich von Zander, langjähriger Kanzler in Preußen, und dessen Frau Amalie geb. Lindemann. Er begann 1843 an der Albertus-Universität Königsberg Rechtswissenschaft zu studieren und wurde Mitglied der Königsberger Corpslandsmannschaft Normannia. Er wechselte an die Ruprecht-Karls-Universität Heidelberg und die Friedrich-Wilhelms-Universität zu Berlin. Er beendete das Studium 1846 und trat in den preußischen Staatsdienst. 1850 kam er zur Regierung in Königsberg. Von 1855 bis 1866 war er Deichregulierungskommissar für die Elchniederung, unterbrochen von zweijährigem Dienst bei der Regierung in Gumbinnen. 1866 wurde er Domänendepartement-Rat in Stettin. 1869 wurde er Kreishauptmann beim Amt Wöltingerode.
Von 1866 bis zu seinem Ausscheiden am 13. Dezember 1869 vertrat Zander als Abgeordneter den Wahlkreis Gumbinnen 1 (Tilsit, Niederung) im Preußischen Abgeordnetenhaus. Er gehörte der Fraktion der Konservativen Partei an. Von 1875 bis 1876 saß er für den Wahlkreis Hannover 18 (Liebenburg) ein weiteres Mal im Preußischen Abgeordnetenhaus, diesmal als Mitglied der Fraktion der Freikonservativen Partei.